# Magixx (chanteur)
Alexander Adelabu (né le 27 septembre 1999), professionnellement connu sous le nom de Magixx, est un chanteur et auteur-compositeur nigérian. En 2021, il a signé avec Mavin Records.

## Enfance
Adelabu est né et a grandi dans l'État de Lagos. Il a obtenu un diplôme en communication de masse de l'Université de Lagos.

## Carrière
Magixx a commencé à chanter dans la chorale à l'âge de 10 ans. En septembre 2021, il a signé un contrat avec Mavin Records et a sorti son premier EP éponyme Magixx, la même année.
En février 2022, il a publié une nouvelle version de "Love Don't Cost a Dime" avec Ayra Starr, qui a fait ses débuts à 27 ans sur le classement TurnTableTop 50, et a atteint la 8e place, le 28 mars 2022. Le 20 juillet 2022, il a sorti "Shaye" en tant que single principal de son deuxième EP ATOM. ATOM a été publié le 22 juillet 2022, avec une réponse critique positive.

## Discographie

### EP
- 2021 : Magixx [7]
- 2022 :ATOM [8]

### Singles
- 2022 : Chocolat
- 2022 : Love Don't Cost a Dime
- 2023 : Marie

## Prix et nominations
| Année | Cérémonie   | Prix              | Travail nommé | Résultat   | Arbitre |
| ----- | ----------- | ----------------- | ------------- | ---------- | ------- |
| 2022  | Les Headies | Rookie de l'année | Lui-même      | Nomination | [ 9 ]   |